# Jüdische Gemeinde Radomyśl Wielki
Die Jüdische Gemeinde Radomyśl Wielki war eine jüdische Gemeinde in der polnischen Stadt Radomyśl Wielki im Powiat Mielecki der Woiwodschaft Karpatenvorland, Polen.

## Geschichte

### 17. bis 18. Jahrhundert
Die ersten urkundliche Erwähnung von Juden in Radomyśl stammt aus dem Jahr 1602. 
Sie verliehen Geld gegen Zinsen.
In den Steuerlisten von 1662–1676 tauchen jedoch keine Juden auf.
Aus dem Jahr 1665 gibt es eine Aufzeichnung über Juden in der nahegelegenen Ortschaft Zdziarzec⊙, 3 km südlich von Radomyśl.
Sie betrieben dort ein Gasthaus und eine Mälzerei.
1765 lebten 364 Juden in der Gemeinde, davon 302 in der Stadt Radomyśl Wielki.
1765 ließ sich der Zaddik Dawid Magid Ha-Kohen in Radomyśl nieder und gründete dort einen chassidischen Hof.
1779 gab es in Radomyśl 85 jüdische und 217 christliche Familien.
1788 entstand unter österreichischer Herrschaft auf Initiative der jüdischen Gemeinde eine deutschsprachige jüdische Schule.

### 19. Jahrhundert
1809 wurde Abraham Perlmuter Rabbiner in Radomyśl.
Zu dieser Zeit gab es bereits eine Jeschiwa in der Stadt.
Die Juden von Radomyśl arbeiteten damals hauptsächlich im Handel, im Handwerk und im Kreditwesen.
Sie pachteten Mühlen, Brennereien, Tavernen und Brauereien.
Jeden Donnerstag war Markttag.
Daneben gab es fünf große jährliche Märkte am 29. Juni, 10. August, 5. September, 6. und am 25. Dezember.
Auf diesen Märkten wurden auch Pferde, Rinder und Schweine gehandelt.
Die Märkte fanden auf dem Marktplatz (Rynek)⊙ und in der Targowa-Straße⊙ statt.
Die Märkte trugen wesentlich zum wirtschaftlichen Aufschwung von Radomyśl bei.
Seit der ersten Teilung Polens war es den Juden gleichberechtigt zu den Christen erlaubt jede Art von Handwerk auszuüben.
Sie sollten dazu den Zünften beitreten und entsprechende Gebühren entrichten.
Dies taten sie jedoch nicht, wodurch sie eine billigere Konkurrenz zu den christlichen Handwerkern boten.
Der Marktplatz war in zwei Teile geteilt: einen christlichen im Südwesten und einen jüdischen im Nordosten.
In diesem nordöstlichen Teil der Stadt befanden sich jüdische Häuser und Geschäfte sowie religiöse Einrichtungen: Synagoge, Cheder, Mikwe, Rabbinerhaus, Friedhof.
Die jüdische Gemeinde Radomyśl wurde wahrscheinlich zu Beginn des 19. Jahrhunderts gegründet.
1806 gab es bereits im nahegelegenen Ruda⊙ einen Juden Strauss, der ein Landhaus, Ställe, eine Scheune, drei Kühe, mehrere Ochsen, ein 20 Morgen großes Feld und einen Pflug besaß.
1812 baute ebenfalls in Ruda der Jude Berl Wigdor eine Brauerei.
Die jüdische Gemeinde Radomyśl existierte sicherlich schon 1870.
Zu dieser Zeit lebten 1420 Juden in der Stadt.
Es gab vier Gebetshäuser, zwei Friedhöfe, ein rituelles Badehaus, einen Schlachthof, ein Cheder, eine Jeschiwa, ein Rabbinerhaus und eine Schule.
Am Übergang vom 19. zum 20. Jahrhundert war die jüdische Gemeinde von Radomyśl nach Mielec die zweitgrößte der Region.

### 1900 bis August 1939
Während des Ersten Weltkrieges blieb Radomyśl von den Kämpfen unberührt.
Der jüdische Legionär Szlisinger kämpfte mit an der Front.
Nach dem Krieg wurde die Situation der Juden in Radomyśl schwieriger.
In Mielec, Dębica und Borowa kam es zu antisemitischen Ausschreitungen.
Bereits im Herbst 1918 wurde versucht jüdische Geschäfte zu plündern.
Am 8. Mai 1919 sammelte sich eine Menschenmenge auf dem Marktplatz und begann jüdische Geschäfte und Häuser zu plündern.
Die Polizei und die Armee griff ein.
Sie versuchte Verdächtige am Betreten der Stadt zu hindern.
Speziell wurden Handwagen, die die Plünderer mitgebracht hatten um die Beute abzutransportieren, beschlagnahmt.
Besonders ein Offizier namens Lustig tat sich bei diesen Aktionen zum Schutz der Juden hervor.
Auch der katholische Pfarrer Krośnieński hielt strenge Predigten, in denen er die Plünderungen als schwere Sünde verdammte.
Dies führte dazu, dass geraubte Sachen teilweise zurückgegeben wurden.
In den 1920er Jahren wanderten viele Juden in die USA, nach Deutschland und Ungarn aus.
Sie hatten Angst, an der Front zum Kampf gegen die Bolschewiken eingesetzt zu werden.
Die antisemitischen Ausschreitungen in Radomyśl und Umgebung trugen ebenfalls zur Auswanderung der Juden bei.
Eine zweite Auswanderungswelle entstand in der Mitte der 1930er Jahre.
Ihre Ziele waren die freie Stadt Danzig, die USA und Frankreich.
1925 wohnten in Radomyśl 2432 Menschen, davon 1425 Juden.
Die Juden dominierten den Handel und das Handwerk.
Gehandelt wurde auf dem großen Marktplatz.
Bevorzugte Handelsgüter waren Kurzwaren, Unterwäsche, Schweine, Geflügel, Eier, Baumaterialien, Kosmetika, Fett, Öl und Tabakprodukte.
21 Kaufhäuser waren in jüdischem Besitz.
Viele Angehörige der Intelligenz waren Juden, darunter die Ärzte Hugo Weiss MD, Hirsch Trau, Maksymilian Gawenda, Jakbub Pelz, Ferdynand Kanegiser (Zahnarzt), Leon Schlisinger (Tierarzt) und Sara Pelz (Hebamme) und die Rechtsanwälte Dr. Józef Pelz, Orliński, Leon Spigiel, Bandler und Erb Dawid.
Bis 1939 wurde die Position des stellvertretenden Bürgermeisters der Stadt immer von einem Juden bekleidet: Szulim Gold, Jakub Pelec (1920–1934), Jeremiasz Lejbowicz (1934–1939).
Am Vorabend des Zweiten Weltkrieges nahm die jüdische Bevölkerung in Radomyśl stark zu.
Juden aus Deutschland oder Böhmen siedelten sich in Radomyśl an.
Im Jahr 1939 lebten 2517 Juden in der Stadt.

### Zweiter Weltkrieg
Als im September 1939 nach dem Überfall auf Polen die deutsche Armee Radomyśl erreichte, wurden von den Deutschen 300 Bürger (Polen und Juden) als Geiseln in der Kirche eingesperrt.
Die Juden unter ihnen wurden in der Sakristei eingeschlossen und erhielten keine Nahrung.
Die jüdischen Einwohner sammelten Lösegeld, um die Geiseln freizukaufen.
Deutsche Soldaten stimmten jedoch nur der Lieferung von Essen zu.
Die Geiseln wurden nach drei Tagen freigelassen, aber die Deutschen erschossen zehn Juden in der Kirche.
Ein elfjähriges jüdisches Mädchen, Halina Windstrauch, hatte sich beim Einmarsch der deutschen Truppen am 8. September 1939 versteckt.
Als sie die Truppen in der Stadt beobachtete, wurde sie von den Deutschen entdeckt und erschossen.
Mit dem Einmarsch der deutschen Truppen begannen schwere Zeiten für Juden.
Es kam zu ständigen Durchsuchungen, Beschlagnahmungen oder Zwangsarbeit.
Anfangs schlossen Juden aus Angst vor Raubüberfällen und Beschlagnahmen Geschäfte und Werkstätten.
Doch sie kamen bald wieder zur Arbeit, obwohl einige Waren wie Fleisch, Zucker, Kaffee oder Mehl verboten waren.
Zalman Strach und Jechiel Brand befassten sich mit Schmuggel oder illegalem Transport von Lebensmitteln nach Tarnów.
Jüdische Kinder konnten keine Schule besuchen, deshalb wurde eine Untergrunderziehung organisiert.
Lehrer waren Minka Tenenbaum, Prof. Szydłowski und Jakub Gold.
In Privatwohnungen wurden jüdische Geschichte, Mathematik, Bibel und Hebräisch unterrichtet.
In Radomyśl wurde nie ein Ghetto errichtet.
Am 25. Januar 1940 wurde in der Stadt ein Judenrat gebildet.
Jeremiasz Leibowicz wurde Vorsitzender, Anszel Tenenbaum und Melich Amsterdam waren stellvertretende Vorsitzende, Melich Gross war Sekretär.
Zu den Aufgaben des Rates gehörten beispielsweise die Anwerbung von Juden für die Arbeit im Lager Pustków, Gemeinde Dębica, das Eintreiben von Steuern und sonstigen Abgaben für Deutsche.
Der erste Transport von 250 Personen in das Lager in Pustków verließ Radomyśl am 17. April 1940.
Ein weiterer bestand aus 500 Juden.
Im Sommer 1940 kamen viele Juden, die aus nahegelegenen Ghettos geflohen waren, nach Radomyśl.
In der Stadt funktionierte die Volksküche und der Gesundheitsschutzverein, der von einer Krakauer Ärztin geleitet wurde.
Zu dieser Zeit erlitt die Stadt eine Typhus-Epidemie aufgrund katastrophaler sanitärer Bedingungen.
Ein verfallenes christliches Haus wurde in ein Krankenhaus umgewandelt.
Im Judenrat wurde 1941 ein Arbeitsamt unter der Leitung von Mendel Szenkier eingerichtet.
Um die Jahreswende 1941 begannen „Besuche“ von Gestapo-Beamten aus Mielec, darunter Rudolf Zimmermann und Oskar Jecek, die Jiddisch beherrschten. Sie kamen oft in die Stadt und veranstalteten Trinkgelage im Restaurant von Ignac Wysocki. Dabei riefen sie Vertreter des Judenrats zusammen und forderten eine bestimmte Menge Besitz. Manchmal betraten sie jüdische Häuser, raubten Geld und Besitz und ermordeten die Einwohner. Ihr erstes Opfer war Wigdor Pieczewski, der beim Morgengebet ermordet wurde. Unter ähnlichen Umständen starben auch: der Melamed Pinkas Gross, Aewigdor Keller, gefesselt an ein Kreuz und erschossen, Awigdor Pińczowski, erschossen beim Anlegen der Tefillin, Ajsland, Tochter von Szymon Ajsland, Chaskiel Ajsland, ehemaliger Hashomer-Hatzair-Aktivist. Im Frühjahr 1942 verloren bis auf den Vorsitzenden Jeremiasz Leibowicz alle anderen Mitglieder ihre Ämter im Judenrat.
Eine kleine Gruppe von Juden aus Radomyśl wurde in das Arbeitslager in Mielec gebracht, wo sie Flugzeuge zusammenbauten. Als sich die Front näherte, wurden sie in Konzentrationslager nach Deutschland transportiert.
Am 18. und 19. Juli 1942 wurden viele Juden von Radomyśl in verschiedene Arbeitslager und ins Ghetto Dębica gebracht. 500 Juden, darunter viele Frauen und Kinder, wurden auf dem neuen jüdischen Friedhof erschossen und in einem Massengrab im östlichen Teil des Friedhofs verscharrt.
Die meisten Juden, die in das Ghetto in Dębica gebracht wurden, wurden dort ermordet, darunter alle Mitglieder des Judenrats.
Nur einige von ihnen wurden zusammen mit Juden aus Ropczyce und Sędziszów in das Vernichtungslager Belzec und in andere Lager transportiert.
Eine Gruppe von etwa 250 Juden versteckte sich in den umliegenden Dörfern und im Wald. Viele Polen, die Juden halfen sich zu verstecken, wurden dafür ermordet. So im Dorf Podborze⊙, wo Deutsche aus Rache 23 polnische Häuser niederbrannten.
Die Deutschen führten von 1942 bis 1944 Razzien durch, um die versteckten Juden zu fassen. Die dabei gefassten Juden wurden teilweise sofort erschossen, teilweise verhört und gefoltert. Viele wurden in verschiedene Lager gebracht, ins KZ Plaszow und von dort ins KZ Bergen-Belsen.
Nur eine kleine Gruppe von Juden aus Radomyśl konnte bis zum Ende der deutschen Besatzung untergetaucht überleben. Die Familie Schaji, die mit Vieh und Pferden handelte, war unter ihnen, dank der Hilfe des Priesters Jan Curyłło.
Nach dem Krieg hielten zurückkehrende Juden nur für wenige Tage in Radomyśl. Sie zogen weiter in die Länder Westeuropas, die USA oder nach Israel.
Die Jüdische Vereinigung der Radomyśl-Landsleute ist in Israel tätig und ihre Mitglieder besuchen oft ihre ehemalige Heimat.

## Einwohnerentwicklung
| Jahr | Einwohner | davon Juden | in Prozent |
| ---- | --------- | ----------- | ---------- |
| 1799 | 1209      | 347         | 28,7 %     |
| 1807 | 1520      | 292         | 19,2 %     |
| 1820 | 1200      | 224         | 18,6 %     |
| 1880 | 3141      | 1670        | 53,2 %     |
| 1890 | 3332      | 1920        | 57,6 %     |
| 1900 | 2932      | 1702        | 58,0 %     |
| 1910 | 2035      | 1875        | 61,8 %     |
| 1921 | 2468      | 1422        | 57,6 %     |
| 1925 | 2432      | 1425        | 58,6 %     |
| 1931 | 2400      | 1300        | 54,1 %     |

## Organisationen
In der Zeit zwischen dem Ersten und dem Zweiten Weltkrieg gab es in Radomyśl die folgenden jüdischen Organisationen:
- Bnei Akiva war eine Organisation junger Zionisten, führende Aktivisten: Foegel und Keller
- Hechaluz kümmerte sich um die Auswanderung von Radomyśl nach Palästina.
- Maccabi war eine jüdische Fußballmannschaft.
- Poale Zion existierte seit 1919 in der Stadt und hatte in den 1920er Jahren etwa 50 Mitglieder, hauptsächlich Handwerker und Arbeiter. Die Aktivisten waren unter anderen: Eliasz Grien, Naftali Gastwirt, Abraham Gross, Josel Brandt, Icchcak Padower, Henoch Holzgrien, Naftali Kehler und Szymon Eisenberg. Letzterer wurde Ende der 1920er Jahre in den Stadtrat gewählt.
- 1924 hatte die Volksbibliothek 600 Bände. Der Vorstand bestand aus: Naftali Weiss – Präsident, Herman Gold – Stellvertreter, Szmuel Spielman – Schatzmeister, Gittel Garen, Ryfka Bizgajer.
- Die Liga für das Land Israel wurde 1933 gegründet. Der Vorstand setzte sich zusammen aus: Mendel Ajzland, Ben Szimon, Mendel Ajzland II, Jecheskiel Ajzland, Naftali Pistrong.
- Die Zionistische Organisation wurde am 14. Juli 1903 gegründet. Aktivisten: Blumenblatt, Netz, Goldzeiler, Fleischer, Fertig, Kartaginer, Zilberman, Poloniecki, Strobing, Feder, Mahler, Dawid Gross und Dr. Leon Spiegiel. Mahler wurde später Aktivist der Zionistischen Weltorganisation.
- Die Radomyskie Towarzystwo Eskontowe (Kreditgesellschaft) gewährte Darlehen und Kredite. Vorsitzender war Salomon Rosenwasser.[7]

## Kultur und Bildung
Die 1788 auf Initiative der jüdischen Gemeinde gegründete Schule wurde 1809 von den österreichischen Behörden wieder geschlossen. Dann wurde sie als „jüdische und deutsche“ Schule wiedereröffnet. Der Unterricht fand nun in deutscher Sprache statt. Gegen Ende des 19. Jahrhunderts gab es eine fünfklassige öffentliche Schule für Jungen und Mädchen an der Eysig Rosenberg Religion unterrichtete. In den 1930er Jahren gab es noch eine Talmud-Schule, sie hieß Jeschiwa Ktana. Von B. Geldzahler wurde eine jüdische Druckerei gegründet, die die ältesten Postkarten der Stadt druckte. Außerdem gab es eine jüdische Fußballmannschaft „Maccabi“, eine jiddische Volksbibliothek mit 600 Büchern, eine Amateurtheatergruppe Poaley-Zion Drama Club, einen Frauenchor und einen Männerchor. Es existierten eine Chewra Kadischa, eine Bikur Cholim, eine Talmud-Tora-Schule und eine Menachem-Avelim-Organisation, die sich um Trauernde kümmerte und ihnen bei den erforderlichen Trauerzeremonien half, zum Beispiel bei der Organisation des Schiwa-Sitzens.

## Handel, Wirtschaft und Industrie
In der Zeit zwischen dem Ersten und dem Zweiten Weltkrieg gab es in Radomyśl die folgenden jüdischen Betriebe:
- Fischverkauf: Alter Einhorn und A. Feit
- Verkauf von Zucker: R. Brutto
- Verkauf von Salz: Eliasz Wind, Klajn
- Herstellung von Sodawasser: Alter Einhorn, Mojżesz Krieser
- Verkauf von Spirituosen und Schuhen: Szulim Gold
- Bretter, Holz, Holzlager: Jeremiasz Leibowitz, Gross R., Geldzahler B.
- Getreidemühle: Isaac Tafel
- Süßwaren: Cerla Brandbaum
- Gemischtwarenladen: Sima Rosenfeld
- Zement, Baustoffe: Morys Padewer
- Apotheke, Arzeneimittelherstellung: Klara Appel-Brandowa
- Transport auf der Strecke Tarnów – Tarnobrzeg: Szyja Brant
- Pferdehandel: Szulim und Mordechaj Mechlewicz
- Viehhandel: Ch. Leiman, S. Lempik, S. Schmaje, S. Schafter, D. Singer, Ch. Fried
- Lederhandel: Lejb Lejman, Izrael Grun
- Verkauf von Kunstdünger: M. Amsterdam, Klagsbad M., Math M.
- Verkauf von Öl und Petroleum: S. Schachter, S. Eisland
- Gaststätten: S. Gold, H. Kartager, M. Pistrąg, D. Rausch, N. Weiss, CH. Buchsbaum, J. Salpter
- Druckerei, Schreibwaren: B. Geldzlar, M. Fisch

Das Getreide wurde unter anderem gehandelt von CH. Birgejer, J. W. Gold, P. Gross, H. Koch, L. P. Koch, O. Wigdor. Es wurde in der Dampfmühle von Józef Bardjan gemahlen. Mehl wurde oft auch über jüdische Kaufleute importiert (J. Blitzer J., Ch. Blummer, J. Gold) – meist aus den Szancer-Mühlen in Tarnów. Eier waren ein weiteres typisch landwirtschaftliches Gut, fast jeder Unternehmer war an deren Handel beteiligt. Die größten Firmen waren S. Ganzer, M. J. Mahler, W. Silberman und Hersz Wind. Das gekaufte Geflügel und die Eier wurden häufig nach Deutschland exportiert.
Eine eigene Gruppe bildeten jüdische Handwerker. Sie waren hauptsächlich: Schneider, Schuhmacher und Bäcker.
Von den Schneidern waren 10 Juden und einer war Christ. Chaim Garn war der größte Bekleidungshersteller. Darüber hinaus spezialisierten sich Juden auf die Hutmacherei: J. Feder, M. Feder, B. L. Hartman, M. Niussel.
Vier Bäckereien wurden von Juden betrieben, in denen jeweils mehrere Brotsorten gebacken wurden. Die bekannteste war die Bäckerei von Józef Hand, der einen Familienbetrieb mit Kindern und Geschwistern betrieb. Seine Bäckerei befand sich im „Jüdischen Hinterhof“, auf halbem Weg von der ul. Targowa Richtung Post. Im hinteren Bereich, neben dem Geflügelschlachthof, befand sich auch die Bäckerei Feuerstein. Die Bäckerei von Jakub Trompeter befand sich im nördlichen Teil des Marktplatzes und war für das Backen von Bagels bekannt. Die kleinste war schließlich die Bäckerei von J. Klein.
Jüdische Konditoren waren eine separate Gruppe. In ihren Räumlichkeiten trafen sich die Einheimischen zu gesellschaftlichen Zwecken.
Die Konditorei E. Winda hatte den besten Ruf. Sie war berühmt für ihre Kuchen und andere Backwaren. In den 1930er Jahren wurde die Konditorei Winda von seiner Tochter Zerla Bauman übernommen, die den Kunden mehrere Dutzend Sorten Kuchen, Eis, Sodawasser, Lippenstifte und Bonbons anbot. Weitere Konditoreien wurden betrieben von: Sara Schmaja, Lejb Gutwird, Majer Biberberg, P. Forstenzer, Majer Natowicz, I. Pistrong.
Die Juden aus Radomyśl boten Metzgerei und Schlachtdienste an. Die übrigen von Juden ausgeübten Berufe waren: Schmiede, Schlosser, Stellmacher, Sattler, Glaser und Schornsteinfeger.
In der Stadt war die Radomyskie Towarzystwo Eskontowe (Kreditgesellschaft) tätig, die Darlehen und Kredite vergab. Den Vorsitz führte Salomon Rosenwasser.
1917 wurde der Sitz der Gesellschaft nach Rzeszów verlegt.
Es gab eine jüdische Konsumgenossenschaft "Konsum-Vereinigung der jüdischen Arbeiter", die ihre Tätigkeit beim Bezirksgericht in Tarnów registrierte.

## Synagoge
Die Synagoge⊙ war ein zweistöckiges Backsteingebäude.
Sie befand sich in der ul. Rudzka (heute: Armii Krajowej). Es war ein beeindruckendes Gebäude mit einem metallgedeckten Dach, das die ganze Stadt dominierte. Die Synagoge wurde während des Krieges als Pferdestall genutzt. Nach Ende des Krieges wurde sie abgerissen.
Im nordöstlichen Teil der Stadt, nahe der Synagoge, befand sich ein Cheder.

## Mikwe
Im nordöstlichen Teil der Stadt, nahe der Synagoge, befand sich eine Mikwe⊙. Sie hatte sich bis ins 21. Jahrhundert erhalten. Es handelte sich um eine Ziegelgebäude mit Dachboden und Satteldach. Der letzte Besitzer des Gebäudes war Gimpel Klein. Nach dem Krieg befand sich im Gebäude zunächst eine Mühle und später ein Laden. Anfang des 21. Jahrhunderts wurde das Gebäude abgerissen.

## Rabbinerhaus
Erhalten ist das Rabbinerhaus.⊙ Hier befand sich in den 1990er Jahren in der ehemaligen Rabbinerwohnung ein Gedenkzimmer.
1871 brach in einer Laubhütte in der Nähe des Hauses des örtlichen Rabbiners ein Feuer aus, das von einer brennenden Kerze entzündet wurde, neben der der Betende einschlief. Dem Feuer fielen insgesamt 16 jüdische Häuser zum Opfer.

## Jüdische Friedhöfe
Im nordöstlichen Teil der Stadt, nahe der Synagoge, befand sich ein alter jüdischer Friedhof⊙. Um das Jahr 1850 erließen die Behörden sanitäre Anordnungen. Nun wurde der neue jüdische Friedhof⊙ am Ausgang von Radomyśl Wielki, an der Straße in Richtung Dąbrówka Wisłocka, errichtet. Auf diesem Friedhof befindet sich ein Grabstein von Efraim Fischel aus dem Jahr 1817 aus Kalkstein. Die Mazewa wurden wahrscheinlich vom alten Friedhof verlegt.
Während des Zweiten Weltkrieges wurde der alte jüdische Friedhof von den Deutschen völlig vernichtet. Nach Kriegsende wurde das Gelände überbaut.
Der neue jüdische Friedhof existiert noch. Auf einer Fläche von 1,3 ha befinden sich etwa 50 Grabsteine. 1987 wurde ein Denkmal zur Erinnerung an die ermordeten Juden von Radomyśl aufgestellt. Dieses Denkmal initiierte Naftali Horowitz. Er ist ein Nachkomme von Rabbiner Abraham Chaim Horowitz.

## Rabbiner, Schriftgelehrte, Religionslehrer, Gemeindevorstand
Rabbiner waren Schmuel (Samuel) Engel, Chaim Engel (Sohn von Schmuel Engel), Abraham Chaim Horowitz (1850–1919).
Den Vorstand der Kehillah bildeten in den 1920er Jahren Rabbiner Chaim Engel, Laser Pistąg, Mendel Honig, Jakub Pelz, Anschow Taunenbaum. Stellvertretender Rabbi war Moses Padawer, Schochet war Hersz Redlich.
Die Stadt war ein Talmud-Zentrum. Die Religionsgelehrten Meir Kalman, Alter Sanzer gründeten eine Jeschiwa. Aus diesem Grund wurde Radomyśl Wielki früher „die Hauptstadt der Tora“ genannt.
Religionslehrer waren Eisig Rosenberg, Meir Kalman und Alter Sanzer.

## Verwaltungsbezirk
Der jüdische Verwaltungsbezirk Radomyśl umfasste die Ortschaften:
Błonie, Breń Osuchowski, Borowa, Czermin, Dąbrówka Wisłocka, Dulcza Mała, Dulcza Wielka, Gliny Małe, Gliny Wielkie, Goleszów, Górki, Grzybów, Hohenbach, Izbiska, Jamy, Kawęczyn, Kiełków, Książnice, Łączki Brzeskie, Łyskaów, Łysakówek, Ostrówek, Otałęż, Partynia, Piątkowiec, Pień, Podborze, Pławo, Podole, Przecław, Ruda, Rydzów, Sadkowa Góra, Schönanger, Surowa, Szafranów, Trzciana, Wadowcie Dolne, Wadowice Gorne, Wampierzów, Wola Otałęska, Wola Pławska, Wola Wadowska, Wola Dulecka, Wylów, Ziempniów, Zdziarzec, Żarówka

## Bekannte jüdische Persönlichkeiten, die mit Radomyśl verbunden sind
- Schmuel Engel (1853–1935), Rabbi in Radomyśl
- Mosze Gold (geboren 1909 in Radomyśl Wielki; von den Deutschen ermordet am 19. Juli 1942 in Radomyśl Wielki), jüdischer Aktivist und Journalist.
- Reuben Iceland (1884–1955), geboren in Radomyśl, Dichter, Romancier, Dramatiker, der sowohl auf Jiddisch als auch auf Hebräisch schrieb.
- Joseph Eliezer Margoshes (1866–1955), er heiratete eine Frau aus Radomyśl und lebte dort einige Jahre, Journalist und Schriftsteller, Nachkomme von Salomo Luria.[8]
- Samuel Margoshes (1887–1968), Historiker und Schriftsteller.
- Arthur Miller (1915–2005), Schriftsteller, Drehbuchautor, sein Vater kam aus Radomyśl.
- Melech Neustadt (1896–1959), geboren in Radomyśl, Journalist und Aktivist.[8][9][15]